# Abtei Bobbio

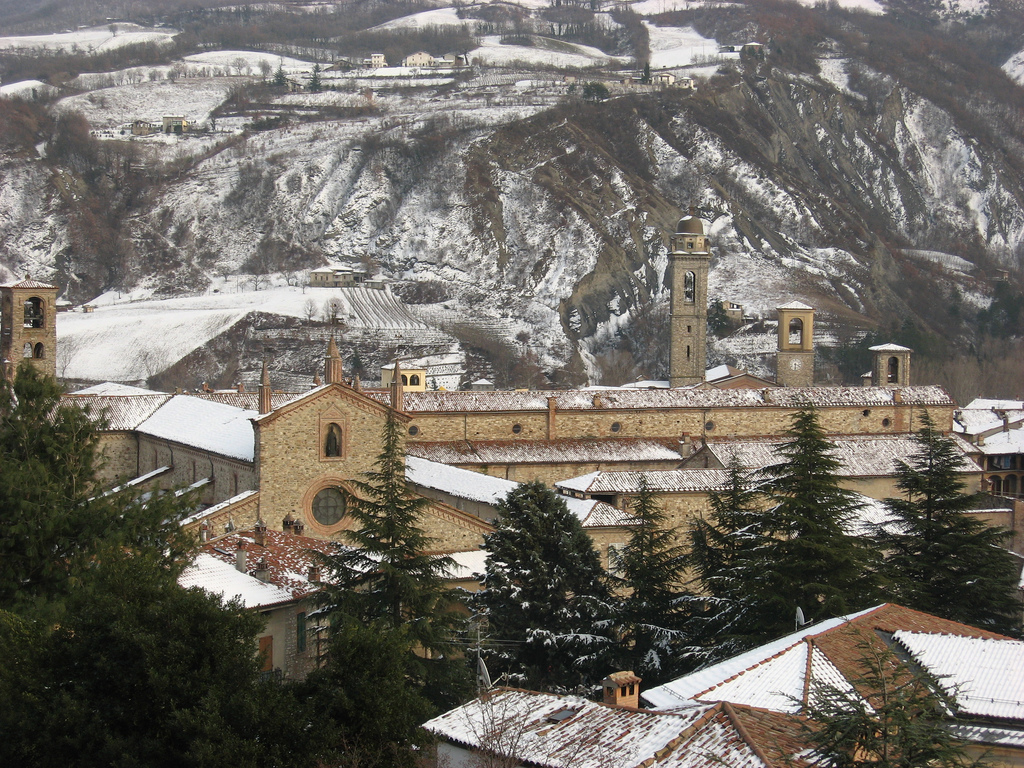
Die Abtei Bobbio

Die Abtei San Colombano von Bobbio (lat. Abbatia Sancti Columbani Bobiensis) ist ein im Jahr 614 gegründetes Kloster in Bobbio (Provinz Piacenza), das später seinem Gründer, dem irischen Wandermönch Columban von Luxeuil, geweiht wurde, der hier gestorben war, seine letzte Ruhestätte gefunden hatte und bald als Heiliger verehrt wurde. Bekannt ist sie vor allem als Zentrum gegen den Arianismus und wegen ihrer Bibliothek, einer der größten des Mittelalters. Die Abtei wurde 1803 unter der französischen Herrschaft in Norditalien aufgelöst, viele Klostergebäude werden jedoch noch heute für andere Zwecke (Pfarrkirche, Schule, Bahnhof) genutzt.

## Geschichte

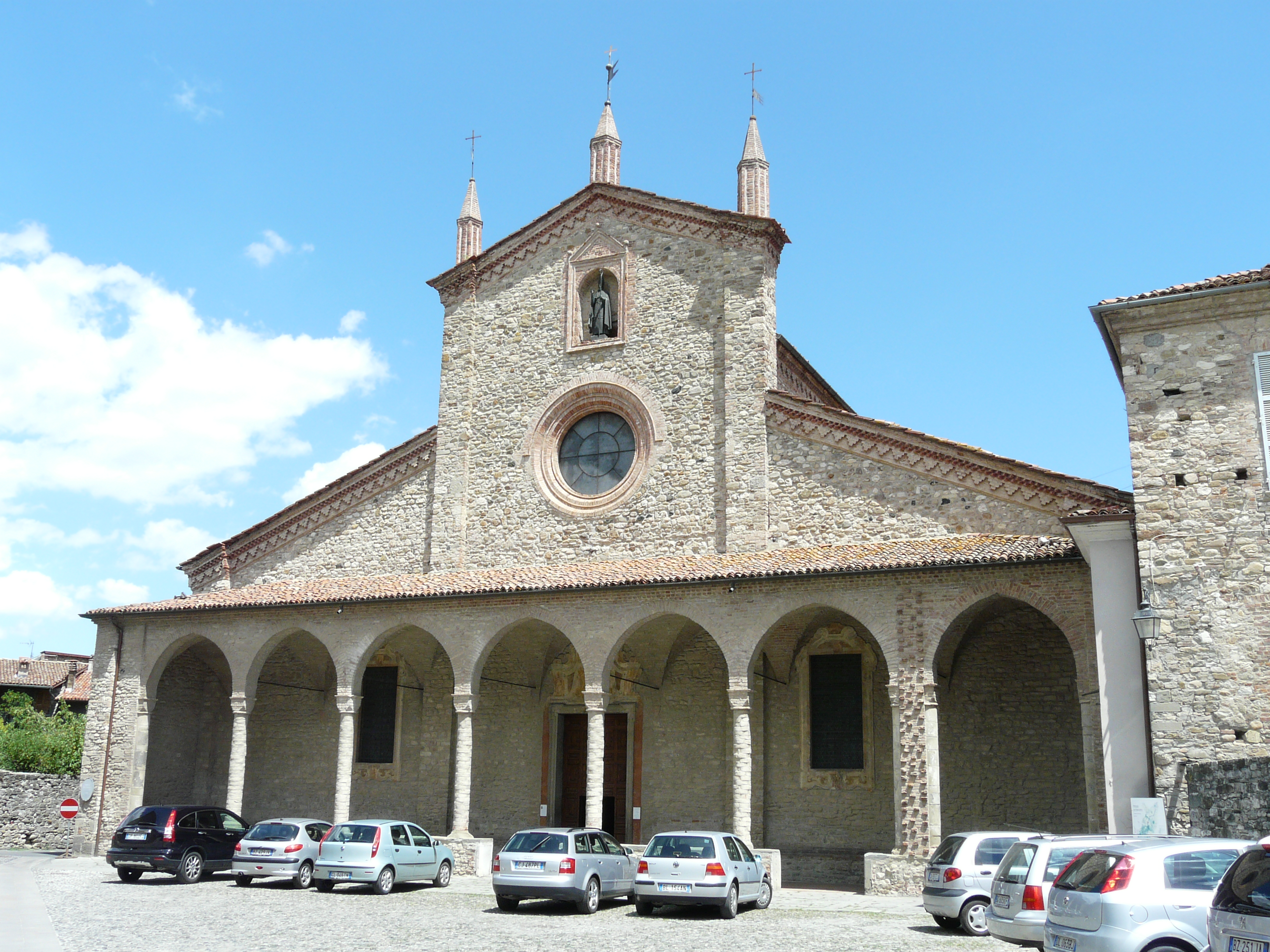
Basilika San Colombano

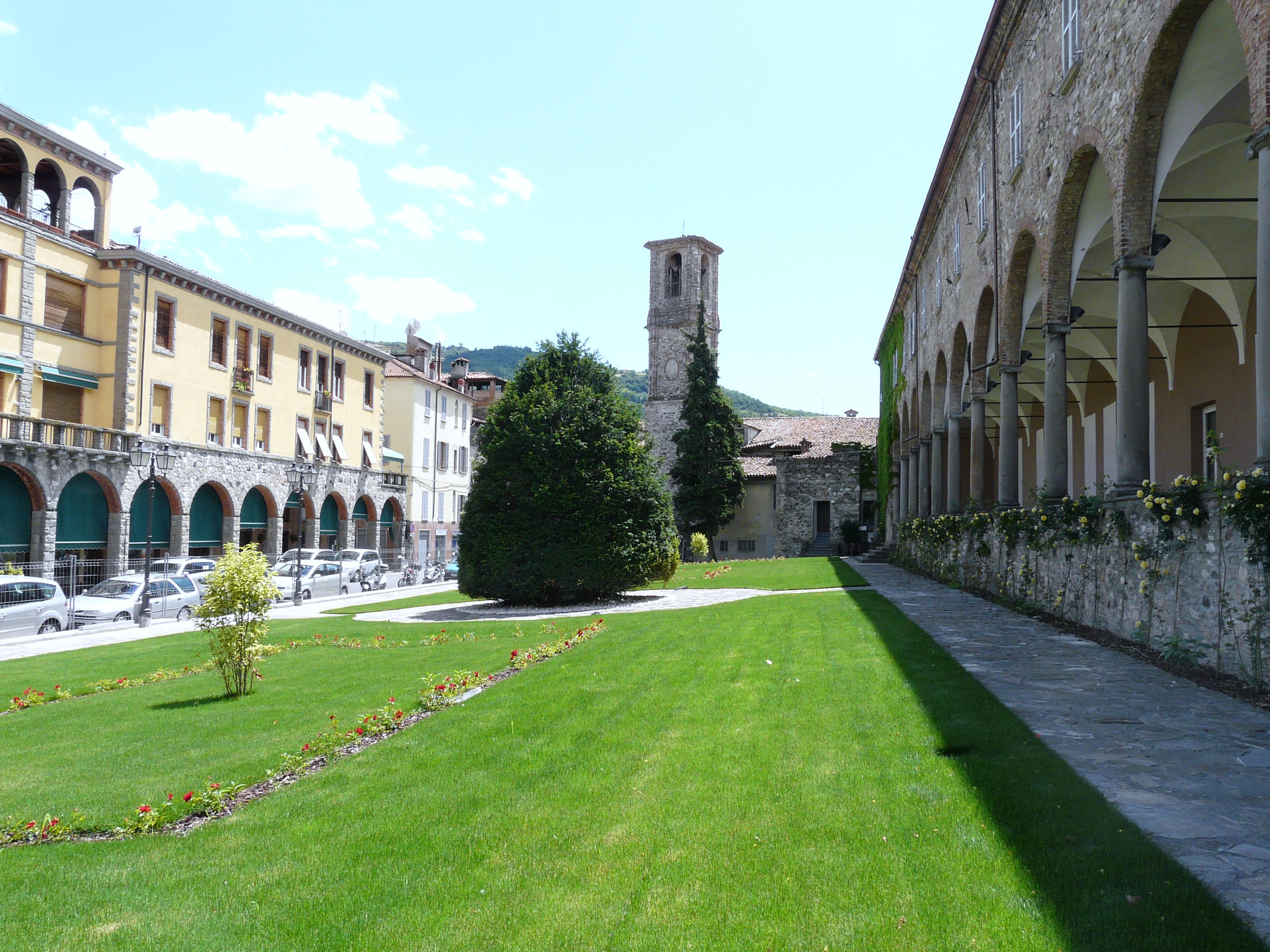
Abteigebäude

Hintergrund der Gründung der Abtei war die Eroberung Italiens durch die Langobarden im Jahr 568. Der König der Langobarden Agilulf heiratete im Jahr 590 Prinzessin Theudelinde aus der bajuwarischen Dynastie der Agilolfinger, der es – mit Unterstützung Columbans – gelang, den König zum Wechsel vom Arianismus zum Katholizismus zu bewegen. Für die Bekehrung der Langobarden erhielt Columban von Agilulf die zerstörte Kirche von Ebovium und das dazugehörende Land, das vor dem Einfall der Langobarden dem Papst gehört hatte. Columban selbst hatte diesen abgeschiedenen Landstrich gewollt, da er Einsamkeit für sich und seine Mönche bevorzugte. In der Nachbarschaft der Kirche wurde das Kloster gebaut, das den Aposteln Petrus, Paulus und Andreas geweiht wurde. Die Mönchsgemeinschaft wurde den von Columbanus entworfenen Regeln unterworfen, die auf den monastischen Gewohnheiten der Iroschottischen Christen basieren.
Columban starb 615, seine Nachfolger an der Spitze der Abtei waren Attala († 627) und nach ihm Bertulf († 640), der die Geschicke des Klosters in den Zeiten des offensiven Arianismus unter König Rothari (636–652) steuerte, nachdem es noch gelungen war, Rotharis Vorgänger Arioald ebenfalls zum Katholizismus zu bekehren. Die Legende berichtet, Arioald habe den Mönch Bladulf getötet, nachdem dieser sich wegen des arianischen Glaubens des Königs geweigert habe, ihn zu grüßen; Attala habe daraufhin Bladulf wieder ins Leben geholt und bei Arioald den Teufel ausgetrieben, der als Strafe für das Verbrechen in ihn gefahren war – ein zweifaches Wunder, das Arioald zur Konversion bewogen habe.
Im Jahr 628 entzog Papst Honorius I. das Kloster Bobbio der bischöflichen Jurisdiktion und unterstellte es unmittelbar dem Heiligen Stuhl. Allerdings konnte diese erste abendländische Exemtion nicht abschließend historisch gesichert werden, da aus dem Skriptorium der Abtei auch zahlreiche gefälschte Königs- und Papsturkunden hervorgegangen sind. Der vierte Abt, Barbolenus, führte 643 in Bobbio die Benediktinerregel ein, anfangs in Konkurrenz zur Columbanregel und lediglich optional, doch verdrängte die weniger strenge Benediktinerregel bald die des Columbanus. Im Jahr 643 gestattete der Papst Theodor I. auf Wunsch von König Rothari und Königin Gundeperga dem Abt von Bobbio den Gebrauch der Mitra und anderer bischöflicher Insignien.
Theudelindas Neffe Aripert I. († 661) gab alles Land der Abtei, das ursprünglich dem Papst gehört hatte, an Rom zurück, sein Nachfolger Aripert II. bestätigte diese Rückgabe im Jahr 707. Die Langobarden enteigneten später ihrerseits den Papst, bis im Jahr 756 König Aistulf vom Frankenkönig Pippin dem Jüngeren gezwungen wurde, den Besitz wieder aufzugeben. Karl der Große machte im Jahr 774 der Abtei aus diesen Gütern umfangreiche Geschenke. Bobbio wurde bald zu einem der größten geistlichen Grundbesitzer in Norditalien. Zur Zeit des Abtes Wala (834–836), eines Enkels Karl Martells, galt in Bobbio die Benediktinerregel mit den Consuetudines des Benedikt von Aniane. Ein Breve Walas (Breve memorationis) gibt zudem Einblick in die Organisation der Abtei und gemeinsam mit den 862 und 883 hinzugefügten Adbreviationes Auskunft über die Wirtschaftskraft der Abtei.

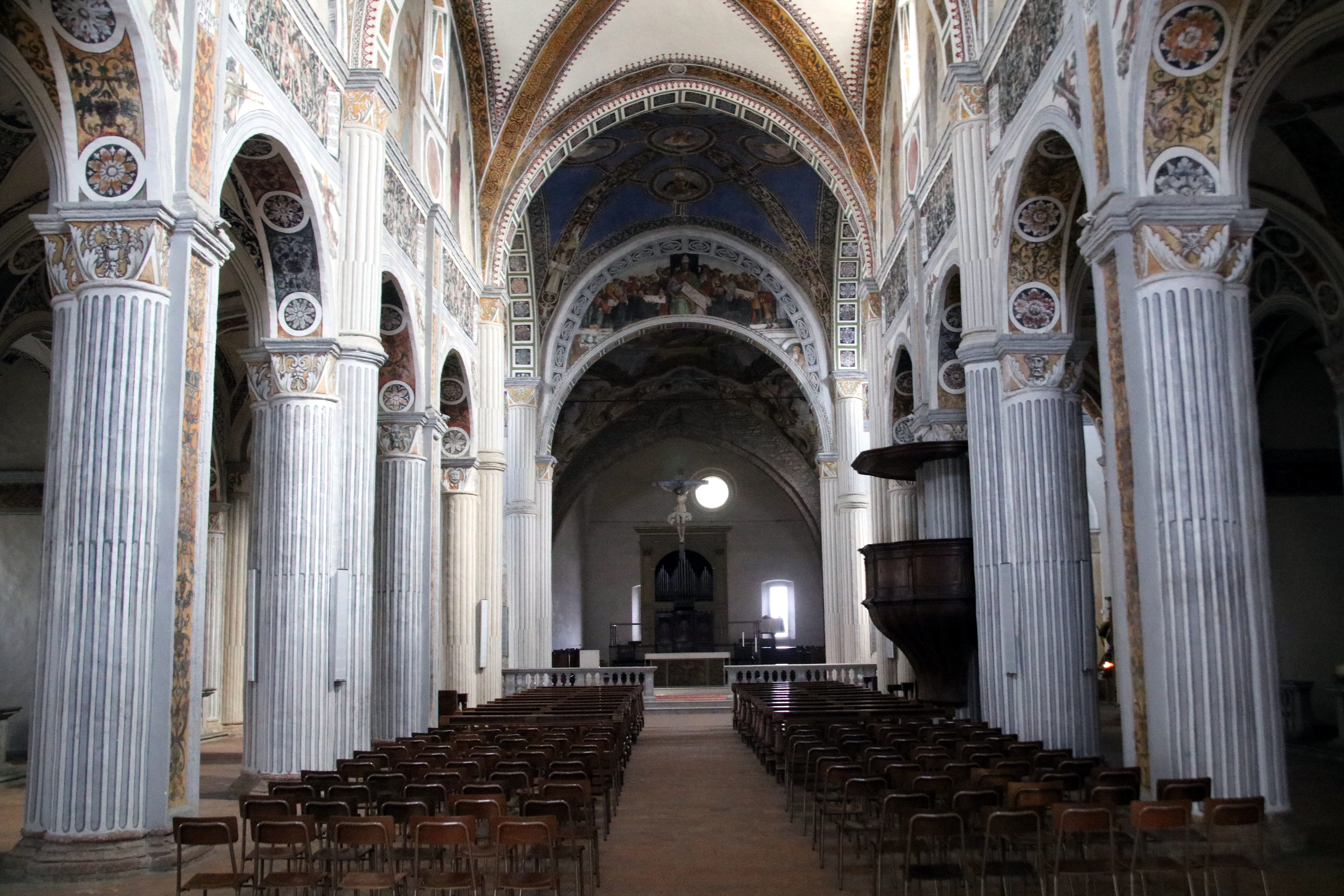
Innenansicht der Basilika

 Gerbert von Aurillac, ab 999 als Silvester II. Papst, wurde 982 Abt von Bobbio. Im Jahr 1014 erreichte Kaiser Heinrich II. anlässlich seiner eigenen Kaiserkrönung in Rom von Papst Benedikt VIII., dass Bobbio zum Bischofssitz erhoben wurde. Peter Aldus (Petroald), Abt seit 999 als Nachfolger Gerberts, wurde der erste Bischof von Bobbio. Viele seiner Nachfolger lebten weiterhin in der Abtei, in der sie zuvor Mönche gewesen waren.
Diesem letzten Glanzpunkt folgte ein rascher Niedergang. 1133 oder 1161 wurde das Bistum Bobbio dem Erzbistum Genua unterstellt. Anfang des 13. Jahrhunderts musste Papst Innozenz III. in Bobbio durchgreifen, ohne den Verfall des Klosters aufhalten zu können. Auch durch Jurisdiktionsstreitigkeiten mit den Bischöfen von Tortona und Piacenza, später mit den Bischöfen von Bobbio, wurde der Benediktinerabtei beträchtlicher Schaden zugefügt. 1449 schloss sich Bobbio aus reinem Selbsterhaltungstrieb der Benediktinerkongregation von Santa Giustina an. Doch die Agonie ließ sich nicht aufhalten.
Die Abtei Bobbio wurde als Kloster schließlich im Jahr 1803 von der französischen Regierung aufgelöst. Die seit der Gründung im 7. Jahrhundert exemte Abtei San Colombano bestand trotz Gebietsverlusten als rechtlich selbständiges kirchliches Territorium weiter bis zum Jahr 1923, in dem sie mit dem Bistum Bobbio gebietsmäßig vereinigt wurde: Diözese Bobbio–San Colombano. Die Territorialabtei erlosch namentlich erst 1986 mit der Eingliederung des Bistums Bobbio–San Colombano in das Erzbistum Genua-Bobbio.

## Architektur

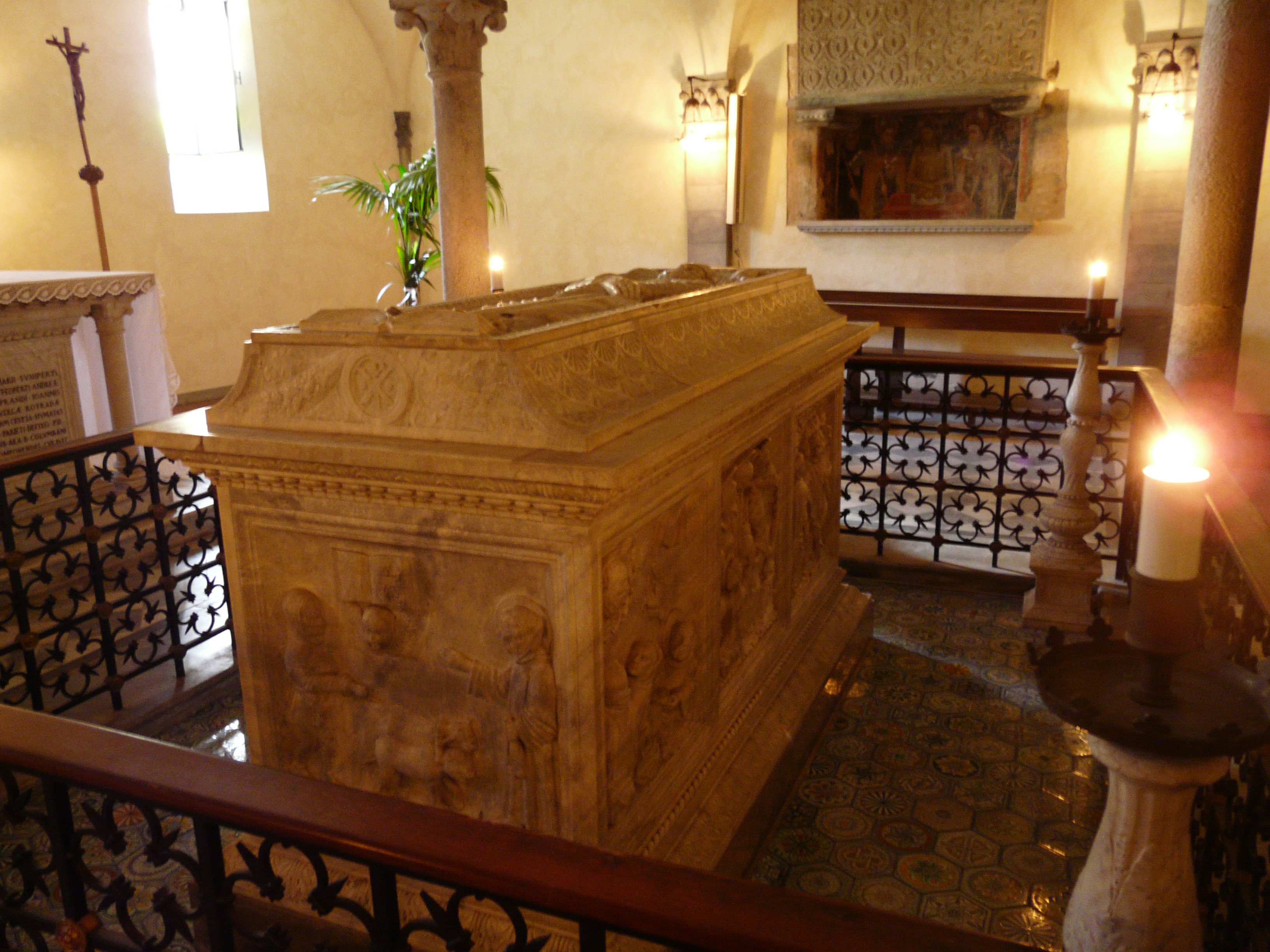
Kolumban-Sarkophag

Die aktuelle Basilika San Colombano wurde in den Jahren 1456 bis 1503 gebaut. Sie hat einen Grundriss in Form eines Lateinischen Kreuzes mit einem Haupt- und zwei Seitenschiffen, einem Querschiff und einer rechteckigen Apsis; in der Kirche befindet sich ein Taufbecken aus dem 9. Jahrhundert. Die Fresken im Hauptschiff sind das Werk von Bernardino Lanzani. Die Krypta aus dem 15. Jahrhundert beherbergt den Sarg Columbans von Giovanni de Patriarchi aus dem Jahr 1480 sowie die Särge der beiden ersten Äbte. In der Krypta ist der Mosaikfußboden aus dem 12. Jahrhundert erhalten, auf dem die Geschichte der Makkabäer und die vier Jahreszeiten dargestellt sind. Der Glockenturm (Ende 9. Jahrhundert) und der Kapellenkranz sind alles, was von der romanischen Kirche geblieben ist.

## Die Bibliothek
Die Abtei Bobbio verfügte bereits zur Zeit der Langobarden über das bedeutendste Skriptorium Norditaliens. Der Nukleus der Klosterbibliothek waren vermutlich Manuskripte, die Columban aus Irland mitgebracht hatte, sowie die Abhandlungen, die er selbst geschrieben hatte. Im 7. Jahrhundert wurden vor allem biblische Texte und Texte der Patristik kopiert, so z. B. die Historiae des Orosius mit einem Deckblatt im irischen Stil. In der ersten Hälfte des 8. Jahrhunderts kamen Grammatiker und antike Autoren hinzu. 29 der ältesten Palimpseste Europas wurden in dieser Zeit in Bobbio produziert. Der Gelehrte Dungal († nach 827) vermachte dem Kloster seine umfangreiche persönliche Handschriftensammlung von 25 Manuskripten, darunter das Antiphonale von Bangor, das wohl aus Bangor Abbey stammt.
Ein Bibliothekskatalog aus dem späten 9. Jahrhundert, der von Lodovico Antonio Muratori (1672–1750) veröffentlicht wurde, zeigt, dass in dieser Zeit in der Klosterbibliothek alle Disziplinen und  Richtungen vertreten waren. Der Katalog enthält rund 700 Handschriften (darunter mehr als hundert Handschriften klassischer Autoren), die zum Teil in Bobbio entstanden waren, zum Teil aber auch aus West- und Südeuropa sowie Nordafrika stammten.
Gerbert von Aurillac konnte mit Hilfe der Bestände der Klosterbibliothek seine Abhandlung über die Geometrie verfassen. Er fand in der Bibliothek die Astronomica des Marcus Manilius, De rhetorica des Marius Victorinus und den Ophtalmicus des Demosthenes, die er abschreiben und nach Reims schicken ließ – die Mönche in Bobbio waren als einige von ganz wenigen Menschen in Europa in dieser Zeit in der Lage, die griechischen Texte eines Aristoteles oder Demosthenes zu übersetzen. Mit dem Niedergang der Abtei war auch ein Rückgang der Produktivität des Skriptoriums verbunden.
Erst in der zweiten Hälfte des 15. Jahrhunderts lebte die Handschriftenproduktion wieder auf, wenn auch nur für Texte zum innerkirchlichen Gebrauch. Ein Bestandskatalog aus dem Jahr 1461 enthält noch 243 Codices, so dass davon ausgegangen werden muss, dass bereits zu dieser Zeit ein Teil der Bibliothek in andere Hände gelangt war. Als Giorgio Merula Giorgio Galbiato in die Bibliothek von Bobbio schickte, entdeckte dieser dort 1493 eine Reihe von klassischen lateinischen Texten, die bis dahin unbekannt waren.
Im Jahr 1616 entnahm Kardinal Federico Borromeo für die von ihm gegründete Biblioteca Ambrosiana in Mailand 86 Handschriften, darunter den Orosius Ambrosianus (Biblioteca Ambrosiana MS D. 23. Sup.) des Paulus Orosius aus dem 7. Jahrhundert, das Antiphonale von Bangor, den Bobbio Hieronymus (MS S 45. Sup.) genannten Jesaja-Kommentar des Kirchenvaters Hieronymus, ebenfalls aus dem 7. Jahrhundert, das Missale von Bobbio aus der Zeit um 911, sowie die Palimpseste mit der gotischen Wulfilabibel. 26 weitere Manuskripte erhielt 1618 Papst Paul V. für die Vatikanische Apostolische Bibliothek, darunter den Palimpsest mit De re publica von Marcus Tullius Cicero. Zahlreiche weitere Codices wurden nach Turin gebracht, darunter diejenigen, die heute noch in der Nationalbibliothek aufbewahrt werden, sowie jene 71 Bände, die dem Brand der Universitätsbibliothek im Jahr 1904 zum Opfer fielen.

## Äbte und Bischöfe von Bobbio
- Columban von Luxeuil († 615)
- Attala († 627)
- Bertulf († 640)
- Barbolenus († 652) – erster Abtbischof
- Comgall
- Cumian († 736), Abt 715, vorher irischer Bischof in Schottland
- Vorgustus
- Anastasius, Abt 747–800
- Gundebald, Abt 800–833
- Wala († 836), Abt 834–836, 826–831 Abt von Corbie und Corvey
- Ebo, Abt 836–843, 816–835 und 840–841 Erzbischof von Reims,  845–851 Bischof von Hildesheim.
- Amalrico I., Abt 843–849, 844–865 Bischof von Como
- Hilduin von Köln oder Hilduin von Saint-Denis, Abt 850–859, wohl 814–840 Abt von Saint-Denis, 842–848/49 Erzbischof von Köln, 844–855 Erzkanzler Lothars I.
- Amalrico II., Abt 860–865 (wohl identisch mit Amalrico I.)
- Guinibaldo I., Abt 865–883
- Agilulf, Abt 883–896
- Liutward, Abt 896-…, 880–899 Erzbischof von Vercelli, Erzkanzler Karls des Dicken
- Raperto, Abt …-903
- Teodelassio, Abt 903–917
- Silverado, Abt 917–927
- Gerlanno, Abt 928–936
- Luifredo, Abt 936–943
- Giselprando, Abt 943–973, 944–962 Bischof von Tortona
- Pietro I., Abt 973–980
- Guinibaldo II., Abt 980–982
- Gerbert von Aurillac, Abt 982–999, 991–999 Erzbischof von Reims, 999–1003 Papst Silvester II.
- Peter Aldus, Abt 999–1014, Bischof 1014–1017
- Albert von Jerusalem († 1214), Bischof um 1184–1214
- Agostino Trivulzio († 1548) Administrator 1522–1524
- Bruno Solaro, ...- 1803, letzter Abt von Bobbio